# 生田川
生田川（いくたがわ）は、兵庫県神戸市灘区・北区・中央区を流れる二級水系の本流。

## 地理
六甲山系の摩耶山北側の神戸市灘区六甲山町付近に源を発し南流。大阪湾の神戸港に注ぐ。

### 下流域
生田川の流れは時代により変化しており、遅くとも1594年（文禄3年）頃には生田川は現在フラワーロードがある区間を流れるようになっていた。天井川となっていたことで、この両岸それぞれで集落が形成され、異なる文化が形成されてきた。神戸市が誕生する前には、西側が須磨まで「八部郡」、東側が現在の芦屋市まで「菟原郡」と区分されていたとおり、当時の生田川は、広域集落の境界をなすものであった。現在もなお、フラワーロードの東西で、街の雰囲気は異なる。ちなみに、1980年（昭和55年）に区域再編がなされて神戸市中央区となる以前の行政区は、フラワーロードより東側が葺合区、西側が生田区であった。
近世の生田川の川幅は80-90 mで交通の妨げになっており雨で氾濫することもあったという。兵庫開港と銘打ったものの実質的には兵庫津東端の宇治川より東に位置する二ツ茶屋村と神戸村の沿岸に整備された「神戸港」（宇治川 - 生田川間）が開港し、あわせて造成するとされた外国人居留地の位置が鯉川 - 生田川間の下流だったため、氾濫等が発生した場合、居留地に大きな被害が出ることが予想された。
明治4年3月10日（1871年4月29日）、居留地側の要請により生田川付け替え工事が着工、明治4年6月9日に新生田川（現河道）が竣工した。現在でも生田川の現河道を新生田川と呼ぶこともある。付け替え工事を請け負った加納宗七には旧生田川の河川敷が払い下げられ、これが同地域の地名「加納町」の由来になっている。なお、加納町歩道橋の一角には、ここにもとの生田川があったことを示す石碑が建てられている。さらに、この付け替え工事が終わり、天井川たる旧生田川が消えたことで、以後、神戸の市街地は、明治時代のうちに、それまでは田畑や林が広範囲を占めていた東側の旧菟原郡部へ急速に拡大していった。特に、旧菟原郡のなかで、もともとの「神戸」のあった旧八部郡にもっとも近い葺合村は、1889年（明治22年）に神戸市が誕生した当初から神戸市となっている。
下流域の河川敷にある生田川公園は桜の名所になっている。

生田川に公園ができたのは、生田川の付け替えの際ではなく、昭和に入り生田川を暗渠化したときである。生田川の暗渠化は市街地部分のほぼすべてについて行われ、1932年（昭和7年）に完成、この真上に道路や公園（布引遊歩道）を整備した。当時、神戸市は、市街地の交通機能改良などの目的で各地で河川の暗渠化を政策的に実施しており、鯉川や宇治川など、生田川に限ったことではなかった。しかし、1938年（昭和13年）の阪神大水害をもたらした大雨で流されてきた巨岩や巨木が生田川の暗渠の付け根に詰まり、行き場を失った泥水は旧生田川であるフラワーロードに濁流、周辺街区一帯に大きな被害をもたらした。この教訓から生田川の暗渠については撤去され、戦後になってから河岸に公園を再整備したものが今日の生田川公園である。また、同じく戦後に、六甲山系の北側と神戸市街地とを結ぶ新神戸トンネルの出入口が生田川河岸に整備され、生田川公園も数次変化してきたとともに、生田川両岸は交通の要衝にもなりつつある。

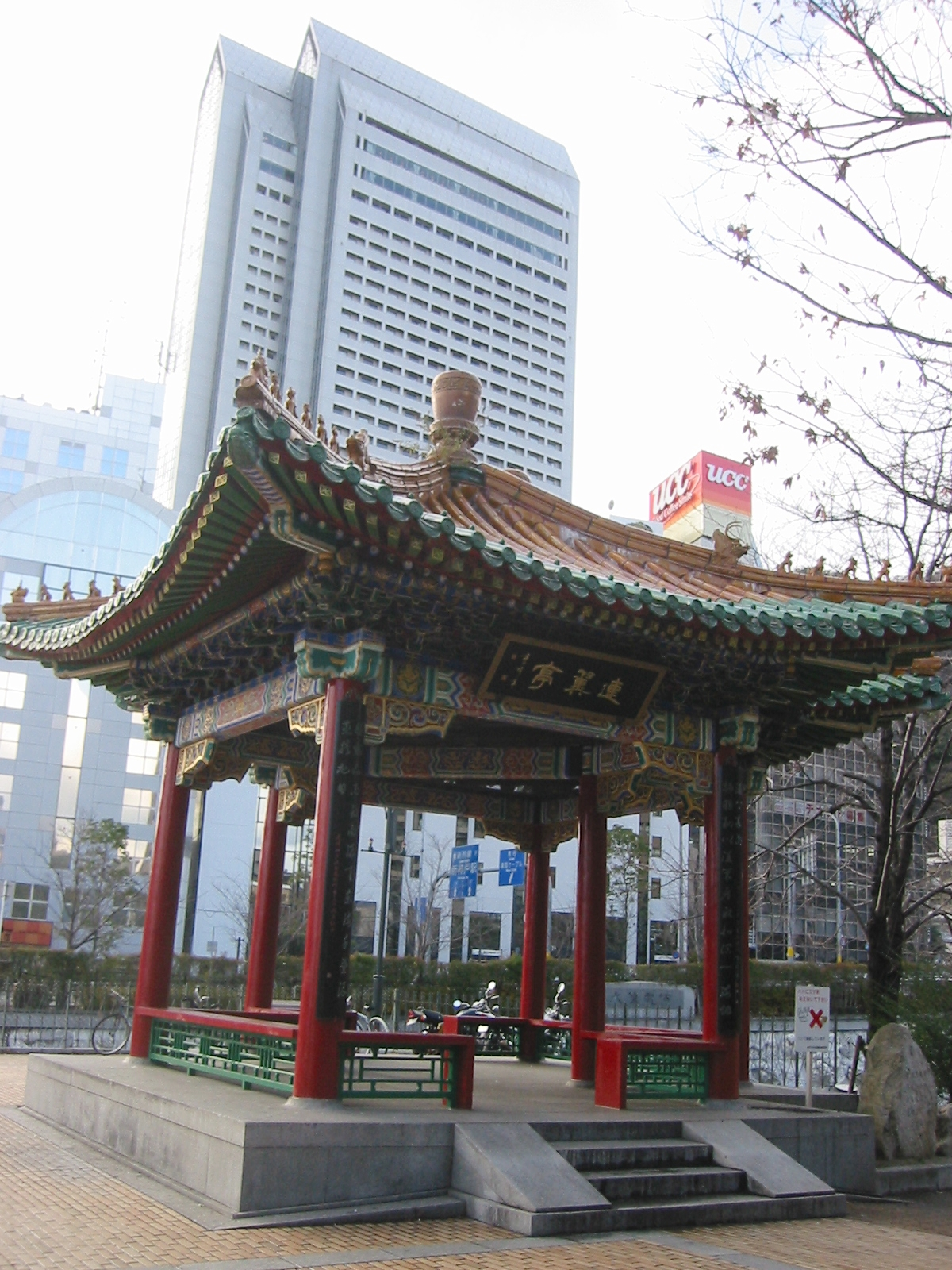
生田川公園 連翼亭(れんよくてい)

### 中流域
山陽新幹線の新神戸駅より北の中流域には、布引の滝、布引貯水池（布引五本松ダム）などがある。

### 上流域
布引貯水池より北の上流域には国土交通省六甲砂防事務所により二十渉砂防堰堤や八洲嶺砂防堰堤などの砂防堰堤が多く整備され、川沿いには摩耶山に続く登山道（トゥエンティクロス、徳川道、シェール道）が通っている。神戸市立森林植物園はこの登山道に面して東門がある。
生田川の源流域には穂高湖があり、隣接して神戸市立自然の家や神戸市立六甲山牧場がある。

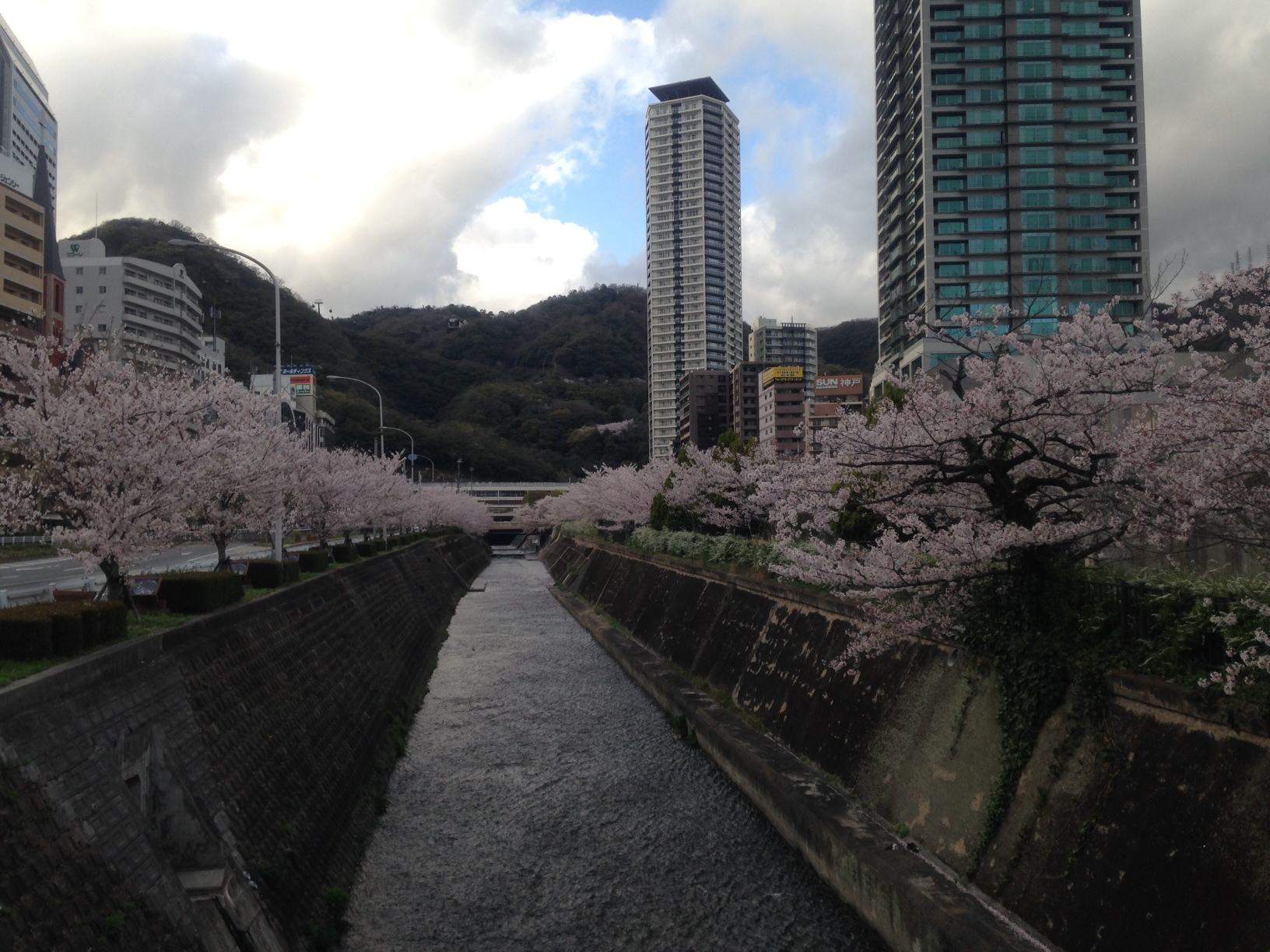
神若橋にて（上流を望む）
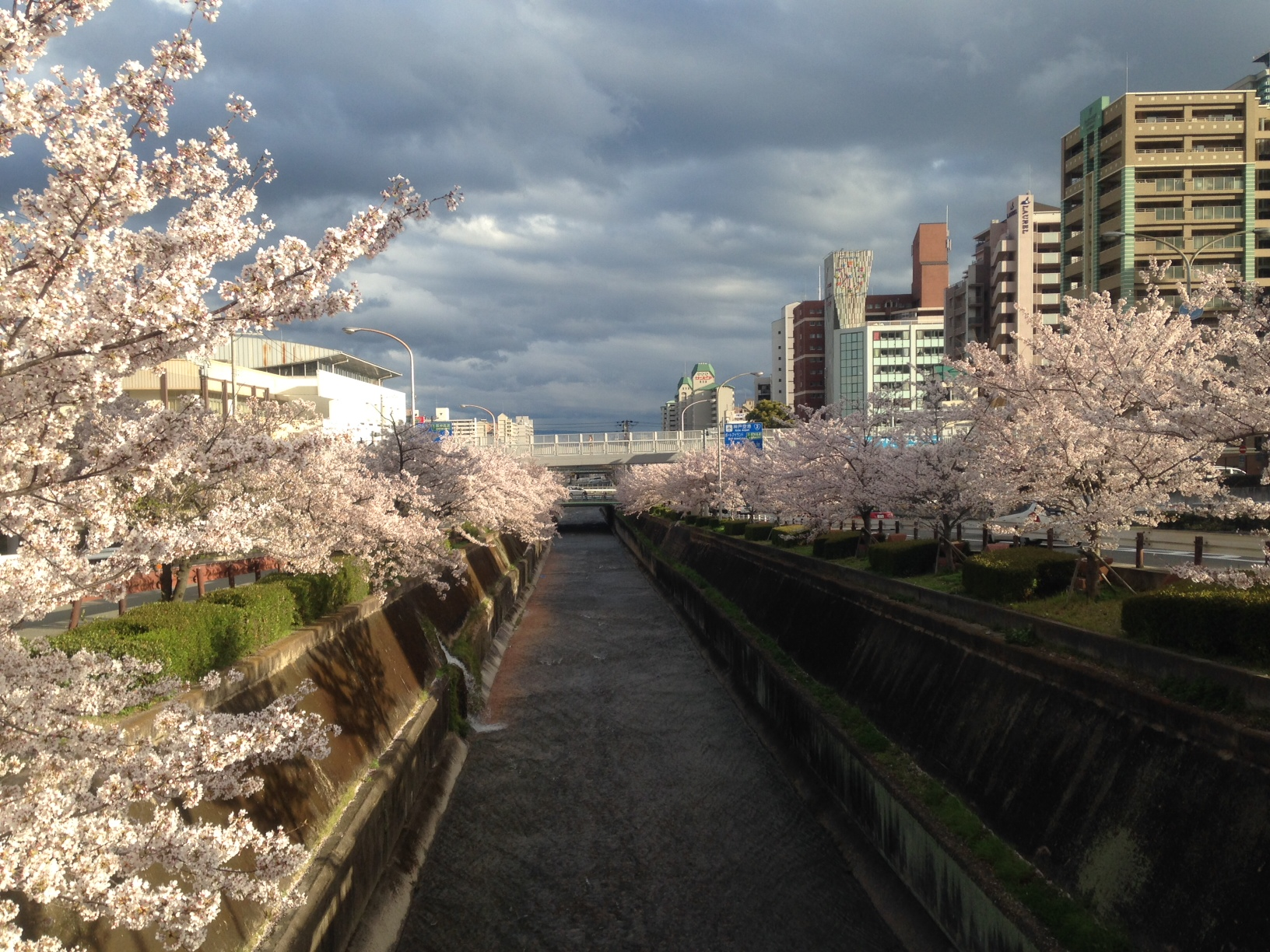
神若橋にて（下流を望む）

## 流域の自治体
兵庫県
神戸市灘区、北区、中央区

## 支流
- 狐川
  - 中尾谷川
- 北野川
  - 天神谷川
  - 天神東谷川
- 苧川
- 桜谷川
  - 合の谷川

## 生田川水系の河川施設
| 施設名                            | 竣工年 | 堤高   | 堤長    | 堤体積     | 有効貯水容量 | 所管         | 備考         |
| --------------------------------- | ------ | ------ | ------- | ---------- | ------------ | ------------ | ------------ |
| 雌滝取水堰堤                      | 1900年 | 7.7 m  | 19.3 m  |            |              | 神戸市水道局 | [ 5 ]        |
| 五本松堰堤（布引ダム） 布引貯水池 | 1900年 | 33.3 m | 110.3 m | 22,000 m3  | 417,000 m3   | 神戸市水道局 | [ 6 ]        |
| 締切堰堤                          | 1908年 | 7.6 m  | 30.5 m  |            |              | 神戸市水道局 | [ 7 ]        |
| 分水堰堤                          | 1907年 | 4.3 m  | 14.0 m  |            |              | 神戸市水道局 | [ 8 ]        |
| 新市ケ原砂防堰堤                  | 1989年 |        |         | 20,595 m3  | -            | 国土交通省   | [ 9 ]        |
| 市ケ原砂防堰堤                    | 1939年 |        |         | 841.5 m3   | -            | 国土交通省   | [ 9 ]        |
| 高雄山砂防堰堤                    | 1969年 | 19.0 m | 64.0 m  | 5,738.6 m3 | -            | 国土交通省   | [ 9 ] [ 10 ] |
| 二十渉砂防堰堤                    | 1951年 | 18.6 m | 74.0 m  | 8,371 m3   | -            | 国土交通省   | [ 9 ] [ 11 ] |
| 八洲嶺砂防堰堤                    | 1951年 | 14.0 m | 61.5 m  | 2,403 m3   | -            | 国土交通省   | [ 9 ] [ 12 ] |
| 八洲嶺第二砂防堰堤                | 1974年 |        |         | 2,630 m3   | -            | 国土交通省   | [ 9 ]        |
| 八洲嶺第三砂防堰堤                | 1977年 |        |         | 5,945 m3   | -            | 国土交通省   | [ 9 ]        |
| 穂高砂防堰堤                      | 1966年 |        |         | 5,490 m3   | -            | 国土交通省   | [ 9 ]        |

（以上、主な施設を河口から上流に向かって順に記述）
| 支流   | 施設名             | 竣工年 | 堤高 | 堤長 | 堤体積   | 有効貯水容量 | 所管       | 備考   |
| ------ | ------------------ | ------ | ---- | ---- | -------- | ------------ | ---------- | ------ |
| 北野谷 | 桜谷第二砂防堰堤   |        |      |      |          | -            | 国土交通省 |        |
| 合の谷 | 合の谷第二砂防堰堤 | 1999年 |      |      |          | -            | 国土交通省 | [ 13 ] |
| 合の谷 | 合の谷砂防堰堤     |        |      |      |          | -            | 国土交通省 |        |
| 苧川   | 苧川谷砂防堰堤     |        |      |      |          | -            | 国土交通省 |        |
| 苧川   | 西谷砂防堰堤       |        |      |      |          | -            | 国土交通省 |        |
| 苧川   | 金刀比羅砂防堰堤   |        |      |      |          | -            | 国土交通省 |        |
| 苧川   | 妙見砂防堰堤       |        |      |      |          | -            | 国土交通省 |        |
| 苧川   | 天狗谷砂防堰堤     |        |      |      |          | -            | 国土交通省 |        |
| 苧川   | 摺粉鉢砂防堰堤     |        |      |      |          | -            | 国土交通省 |        |
| 地蔵谷 | 地蔵谷砂防堰堤     | 1951年 |      |      | 3,732 m3 | -            | 国土交通省 | [ 9 ]  |
| 地蔵谷 | 地蔵谷第二砂防堰堤 | 1974年 |      |      | 3,617 m3 | -            | 国土交通省 | [ 9 ]  |
| 地蔵谷 | 地蔵谷第三砂防堰堤 | 1982年 |      |      | 3,320 m3 | -            | 国土交通省 | [ 9 ]  |
| 地蔵谷 | 地蔵谷第四砂防堰堤 | 1998年 |      |      |          | -            | 国土交通省 | [ 13 ] |
|        | 二十渉第二砂防堰堤 | 1982年 |      |      | 2,077 m3 | -            | 国土交通省 | [ 9 ]  |
|        | 二十渉第三砂防堰堤 | 1987年 |      |      | 6,477 m3 | -            | 国土交通省 | [ 9 ]  |
|        | 長谷砂防堰堤       | 1977年 |      |      | 2,549 m3 | -            | 国土交通省 | [ 9 ]  |
|        | 石楠花砂防堰堤     | 1951年 |      |      | 4,381 m3 | -            | 国土交通省 | [ 9 ]  |
|        | 石楠花第二砂防堰堤 | 1980年 |      |      | 2,637 m3 | -            | 国土交通省 | [ 9 ]  |
| 桜谷   | 桜谷砂防堰堤       | 1979年 |      |      | 3,514 m3 | -            | 国土交通省 | [ 9 ]  |

## 橋梁
- 磯上橋 （阪神高速神戸線）
- 御幸橋
- 新生田川橋 （国道2号線）
- 雲井橋 （旧西国街道）
- 八雲橋
- 旭橋・琴ノ緒橋 （JR山陽本線）
- 二宮橋
- （歩道橋）
- 神若橋
- 布引橋
- 生田橋 （新神戸駅）
- 砂子橋
- 観瀑橋 （布引の滝 雌滝）
- 狭ご路も橋 （布引の滝 雄滝）
- 猿のかずら橋
- 谷川橋
- 布引貯水池管理橋

（五本松堰堤・布引貯水池）
- 分水堰堤附属橋

（高雄山砂防堰堤）
- 河童橋

（二十渉砂防堰堤）
（以上、河口から上流に向かって順に記述）

## 文学の中の生田川
生田川の名前は平安時代に編纂された大和物語に見られる。物語の中では2人の男が1人の女をめぐって争い、これに悩んだ女が「すみわびぬ わが身なげてむ 津の国の 生田の川は 名のみなりけり」と詠んで生田川に入水自殺するという話が登場する。これはもともと万葉集に登場する菟原処女（うないおとめ）の伝説をモチーフにしたものであるが、万葉集では生田川の地名は登場しない。
また1910年（明治43年）には森鷗外が大和物語をもとにした戯曲「生田川」を発表している。